# Slalom na divoké vodě

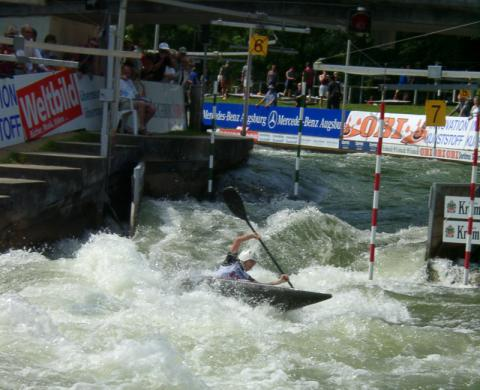
Závodník při nájezdu do protivodné branky

Slalom na divoké vodě nebo také vodní slalom je vodní sport, který spadá pod kanoistiku. V tomto sportu se závodníci na kánoi či kajaku snaží co nejrychleji a bez chyb projet sérií branek. Na olympijských hrách se poprvé objevil v roce 1972 v Mnichově. Podruhé se pak znovuobjevil až po 20 letech na Letních olympijských hrách 1992 v Barceloně.

## Český slalom na divoké vodě

### Prehistorie vodní turistiky
Již o prehistorických dob jsou řeka a loď důležitými prostředky dopravy. Lze proto předpokládat, že na řekách v českých zemích již v dávné době existoval čilý ruch. Plavidla v té době měla ryze utilitární určení – rybolov, převoznictví, a obchod. Avšak již od středověku máme doloženy zprávy o jednotlivcích, kteří se plavili po těchto řekách i z jiných důvodů. Jedním z nich byl v 15. století český rytíř Zachař z Pašiněvsi. Používal k rybolovu a k turistickým účelům kajak který si přivezl ze svých cest po Skandinávii. Také známý velmož Petr Vok z Rožmberka měl, podle dochovaných zpráv, sjet na lehkém rybářském člunu Vltavu a většinu jihočeských rybníků.
Od poloviny 19. století lze mluvit o určitých turistických nebo sportovních snahách na řekách v českých zemích. Pro další rozvoj vodní turistiky a pro vznik kanoistiky mělo význam založení Českého yacht klubu roku 1893 Josefem Rösslerem-Ořovským. ČYK se stal na dlouhou dobu hlavním představitelem rozvíjející se vodní turistiky a české kanoistiky. Josef Rössler-Ořovský dal také podnět ke stavbě kanoí, které byly využívány pro turistiku na řekách v českých zemích. Po vzniku řady kanoistických klubů došlo na podzim roku 1913 po vůbec prvních kanoistických závodech (ještě jen jako součást mezinárodních závodů motorových člunů) k založení Svazu kanoistů Království českého, předchůdce dnešního Českého svazu kanoistů.
Dne 20. ledna 1924 byla v Kodani založena Mezinárodní kanoistická federace (International Representantschaft fur Kanusport, zkráceně IRK) zástupci Švédska, Dánska, Německa a Rakouska. Český svaz přistoupil k IRK v roce 1925 jako pátý člen a je řazen mezi pět zakládajících zemí.

### Slalom na divoké vodě
Přibližně v dobách, kdy se závodní kanoistika ukazovala světu na prvním mistrovství Evropy v roce 1933 v Praze na Vltavě, se vodní slalom teprve rodil. Jako první závod ve slalomu je mezinárodní kanoistickou federací uznávám závod na Aaře ve Švýcarsku v říjnu roku 1933.
Prvním československým průkopníkem vodního slalomu byl František Smutný, který se svými spolupracovníky uspořádal 9. května 1937 první slalom na kajaku v českých zemích a to v Brně.
První mistrovství republiky se konalo v roce 1939 na peřeji u Radotína na řece Berounce. První MS ve vodním slalomu se konalo roku 1949 v Ženevě.
Vedle arch. Františka Smutného, který šel po 2. světové válce dobrovolně na odsun do Německa (otec Čech, matka Němka), kde žil a působil v Bad Reichenhallu až do své smrti, se o zrod vodního slalomu na Moravě silně také zasloužil jeho velmi blízký kamarád Jaroslav Dřevo z Brna. Byl vlastně vedle Františka Smutného u zrodu vodního slalomu v Čechách a na Moravě od samého začátku. Jaroslav Dřevo započal v roce 1938 s výrobou kajaků a plachetních lodí. V oblasti dnešní loděnice Káčata v Komíně plachtil ještě před stavbou Kníničské přehrady po hladině řeky Svratky nad Komínským jezem s plachetní lodí. Byl jeden z prvních, kdo začal před 2. světovou válkou s výrobou skládacích kajaků. V roce 1949 se zúčastnil 1. MS ve vodním slalomu v Ženevě, k dalšímu se již v rámci "železné opony totalitního režimu" nedostal. Stavbu skládacích kajaků ukončil nedobrovolně ale definitivně v roce 1956, kdy tehdejší komunistický systém jeho původní zestátněnou firmu definitivně zrušil. Jeho kvalitativně i profilově dokonalejší kajaky byly pražské výrobně Sportu s kajaky typu Modela trnem v oku (kajakáři s úsměvem říkávali na Modele do "Prahy"). Jeho poslední model slalomového kajaku z roku 1956 se nachází v muzeu sportovního nářadí v Basileji ve Švýcarsku. Plně funkční kajak, který se ve vlastnictví rodiny Dřevovy do dnešní doby zachoval, byl v rámci 60. výročí účasti Jaroslava Dřeva na 1. MS ve vodním slalomu v Ženevě odtransportován v roce 2008 do Basileje a věnován tamnímu sportovnímu muzeu, které o něj projevilo zájem.
V době 2. světové války IRK zanikla a v roce 1946 vznikla na jejích základech Mezinárodní kanoistická federace – ICF, která pracuje dodnes a jejímž předsedou byl v letech 1954–1960 československý kanoistický funkcionář JUDr. Karel Popel, až do své smrti 1972 čestný předseda ICF. Ten se také zasloužil o uspořádání MS 1958 v rychlostní kanoistice v Praze.
Roku 1967 se uskutečnilo první MS ve vodním slalomu v Československé republice, a to pod Lipenskou přehradou, na nejtěžší trati v Československu. Českoslovenští reprezentanti tu vyhráli kategorii C2 (Valenta-Stach), K1ž (Polesná), C2mix (Krčálová-Svoboda). V roce 1994 v Praze – Tróji proběhlo I. Akademické MS ve vodním slalomu. V roce 2006 se na Trojském kanále konalo mistrovství světa. Českoslovenští reprezentanti vybojovali celkem 5 medailí (zlato – C2 hlídka, C2 stříbro C1 hlídky, K1-ženy hlídka, bronz C1).
V současnosti se mistrovství světa koná každoročně, s výjimkou roku konání olympijských her. Náročnou soutěží je Světový pohár, kde závodník musí prokázat vysokou výkonnost v dlouhém časovém rozpětí. Jeden ze série závodů Světového poháru se koná každoročně na slalomovém kanále v Praze Tróji (Závod o Trojského koně).
Pro první OH ve vodním slalomu pořádané v roce 1972 v Mnichově byla vybudována první umělá slalomová dráha na světě v Augsburgu. Další start musel být odložen o 20 let na OH v Barceloně1992 (C1 – Lukáš Pollert – zlato). Mistrovství světa dospělých je pořádáno v lichých letech, mistrovství světa juniorů v letech sudých (první mistrovství světa se konalo v roce 1986 v rakouském Spittalu, v roce 1996 byla pořadatelem mistrovství světa Česká republika. Poslední velkou soutěží je Světový pohár, který se pravidelně uskutečňuje od roku 1990.
Ve slalomu je bylo Československo řadu let světovou velmocí. Mnohonásobní mistři světa Lída Veberová-Polesná (šestkrát), Vladimír Jirásek (čtyřikrát), Petr Sodomka (osmkrát). Deblisté Valenta-Stach, bratři Pollertové, a řada dalších.
V letech 1955–1971 byly do programu MS zařazeny smíšené dvojice, kde reprezentanti Československa také dosáhli mistrovských titulů (Martanová-Pecka, Novákovi, Sirotková-Janoušek, Krčálová-Svoboda, Svoboda-Traplová, Koudelovi).

#### Nedávná historie
K světové špičce po roce 1990 patřili: kajakářka Štěpánka Hilgertová (zlato LOH 1996 a LOH 2000, zlato MS 1999 a 2003, stříbro MS 1997), kajakář Vavřinec Hradilek (stříbro LOH 2012, zlato MS 2013), kanoista Lukáš Pollert (zlato na LOH 1992, 2. LOH 1996, 2. MS 1997), deblisté Šimek-Rohan (stříbro na LOH 1992 a LOH 1996, čtyřnásobní mistři světa, vítězové šesti ročníků SP) deblíři Volf-Štěpánek (zlato ME 2005, stříbro MS 2003, zlato MS 2006, bronz LOH 2008) Ondřej Raab, Stanislav Ježek, Kateřina Havlíčková, Irena Pavelková, Kateřina Minařík Kudějová a další.